# I Prevail
I Prevail (englisch Ich siege) ist eine US-amerikanische Post-Hardcore-Band aus Rochester Hills, Michigan, die im Jahre 2013 gegründet wurde. Die Band wurde je einmal für einen Grammy in der Kategorie Best Metal Performance bzw. Best Rock Album nominiert.

## Geschichte
I Prevail wurden im Oktober 2013 in Rochester Hills gegründet und bestand aus den Sängern Brian Burkheiser und Eric Vanlerberghe, dem Gitarrist Steve Menoian, sowie aus Schlagzeuger Lee Runestad. Jordan Berger, der Rhythmusgitarrist, verließ die Band Anfang 2015. Dadurch nahm die Gruppe den Gitarristen Dylan Bowman und den Bassisten Tony Camposeo als Tour-Musiker auf. Nachdem Tony Camposeo Ende 2016 und Lee Runestad 2017 die Band verließen, nahmen Eli Clark (Bass) als Tour-Musikerin und Gabe Helguera (Schlagzeug) ihre Plätze ein. Eli Clark verließ nach eigenen Angaben die Band im Januar 2019 wieder.
Ihre selbstveröffentlichte Debüt-EP Heart vs. Mind verkaufte sich innerhalb der ersten Woche nach Erscheinen rund 6.000 Mal, wodurch diese EP auf Platz 88 in den nationalen Albumcharts einsteigen konnte. Die Coverversion zu Blank Space von Taylor Swift erreichte bei den digitalen Verkäufen eine Anzahl von 36.000 verkauften Einheiten, wodurch das Lied auf Platz 9 der Hot Rock Charts einsteigen konnte. Inzwischen wurden 15.000 Einheiten der EP verkauft. Zwischen dem 18. März 2015 und dem 30. April 2015 tourte die Band mit Chasing Safety durch die Vereinigten Staaten. Im Mai und Juni 2015 folgte eine Tournee durch Kanada als Vorband von Amaranthe. Die erste Headliner-Tournee absolvierte die Gruppe zwischen dem 9. Juli und 22. August 2015. Diese trug den Namen Crossroads Tour und wurde unter anderem von Dayseeker und Dangerkids begleitet. Am 27. Juli 2015 wurde angekündigt, dass die Band zwischen dem 8. September und 22. Oktober 2015 zusammen mit Crown the Empire als Vorband für Hollywood Undead durch die Vereinigten Staaten und Kanada touren würden.
Am 25. März 2015 wurde die Gruppe von Fearless Records unter Vertrag genommen. Am 20. Juni 2016 wurde die erste Single des Debütalbums, welches Lifelines heißt, für den 1. Juli 2016 angekündigt. Das Album selbst sollte am 20. Oktober 2016 veröffentlicht werden. Zwischen dem 14. Juli und dem 27. August 2016 folgte eine ausgedehnte Nordamerikatournee mit My Enemy and I und The White Noise. Direkt im Anschluss war die Band im Vorprogramm für Neck Deep und Pierce the Veil zu sehen. Zwischen dem 12. Februar und dem 8. März 2017 tourte die Band gemeinsam mit Wage War und Assuming We Survive durch die Vereinigten Staaten.
Ende Februar 2019 kündigte die Band ihr zweites Album Trauma für den 29. März gleichen Jahres an und veröffentlichten mit Bow Down und Breaking Down zwei neue Singles. Die Musiker arbeiteten insgesamt zehn Monate des Jahres 2018 an dem Album, was nicht zuletzt einer Verletzung des Sängers Brian Burkheiser geschuldet war. Produziert wurde das Album von Tyler Smyth. Im Sommer 2019 traten I Prevail erstmals bei Rock am Ring und Rock im Park auf.
Am 15. Mai 2025 hat sich die Band auf Instagram gemeldet und die Trennung von I Prevail und Brian Burkheiser bekannt gegeben. Der Frontmann leidet am seltenen und schwer zu diagnostizierenden Eagle-Syndrom. Die Trennung sei einvernehmlich verlaufen. Die Rolle von Burkheiser werde von Eric Vanlerberghe vorerst übernommen.

## Musikstil
Die Band gibt an, von Gruppen wie We Came as Romans, Bring Me the Horizon und A Day to Remember musikalisch beeinflusst zu werden.

## Diskografie
Studioalben

| Jahr | Titel Musiklabel            | Höchstplatzierung, Gesamtwochen, AuszeichnungChartplatzierungen (Jahr, Titel, Musiklabel, Platzierungen, Wochen, Auszeichnungen, Anmerkungen) | Höchstplatzierung, Gesamtwochen, AuszeichnungChartplatzierungen (Jahr, Titel, Musiklabel, Platzierungen, Wochen, Auszeichnungen, Anmerkungen) | Höchstplatzierung, Gesamtwochen, AuszeichnungChartplatzierungen (Jahr, Titel, Musiklabel, Platzierungen, Wochen, Auszeichnungen, Anmerkungen) | Höchstplatzierung, Gesamtwochen, AuszeichnungChartplatzierungen (Jahr, Titel, Musiklabel, Platzierungen, Wochen, Auszeichnungen, Anmerkungen) | Höchstplatzierung, Gesamtwochen, AuszeichnungChartplatzierungen (Jahr, Titel, Musiklabel, Platzierungen, Wochen, Auszeichnungen, Anmerkungen) | Höchstplatzierung, Gesamtwochen, AuszeichnungChartplatzierungen (Jahr, Titel, Musiklabel, Platzierungen, Wochen, Auszeichnungen, Anmerkungen) | Anmerkungen                                                |
| Jahr | Titel Musiklabel            | DE | AT | CH | UK | US | Rock | Anmerkungen                                                |
| ---- | --------------------------- | --- | --- | --- | --- | --- | --- | ---------------------------------------------------------- |
| 2016 | Lifelines Fearless Records  | — | — | — | UK72 (1 Wo.)UK | US15 Gold · (5 Wo.)US | Rock5 (17 Wo.)Rock | Erstveröffentlichung: 21. Oktober 2016 Verkäufe: + 540.000 |
| 2019 | Trauma Fearless Records     | DE32 (2 Wo.)DE | AT38 (1 Wo.)AT | CH58 (1 Wo.)CH | UK60 (1 Wo.)UK | US14 (3 Wo.)US | Rock2 (4 Wo.)Rock | Erstveröffentlichung: 29. März 2019 Verkäufe: + 40.000     |
| 2022 | True Power Fearless Records | DE28 (1 Wo.)DE | AT42 (1 Wo.)AT | CH50 (1 Wo.)CH | UK96 (1 Wo.)UK | US48 (1 Wo.)US | Rock11 (1 Wo.)Rock | Erstveröffentlichung: 19. August 2022                      |